# Altenmarkt bei Sankt Gallen
Altenmarkt bei Sankt Gallen osztrák mezőváros Stájerország Liezeni járásában. 2017 januárjában 828 lakosa volt.

## Elhelyezkedése

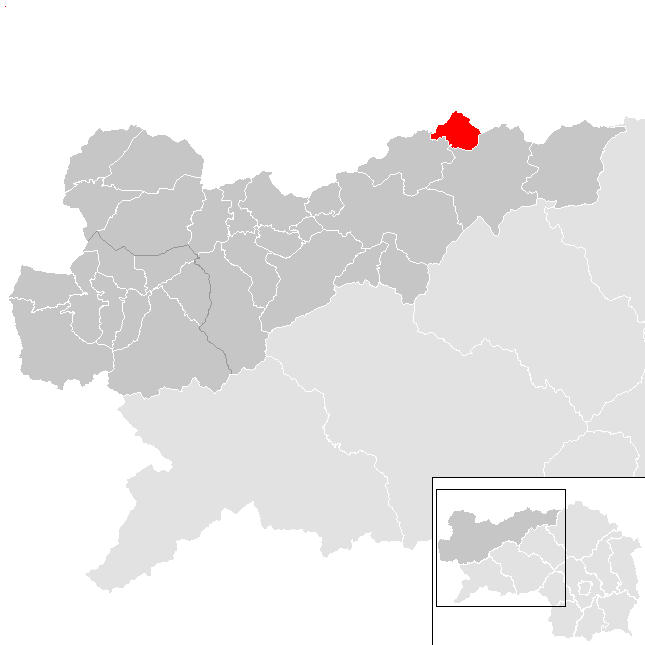
Altenmarkt bei Sankt Gallen a Liezeni járásban

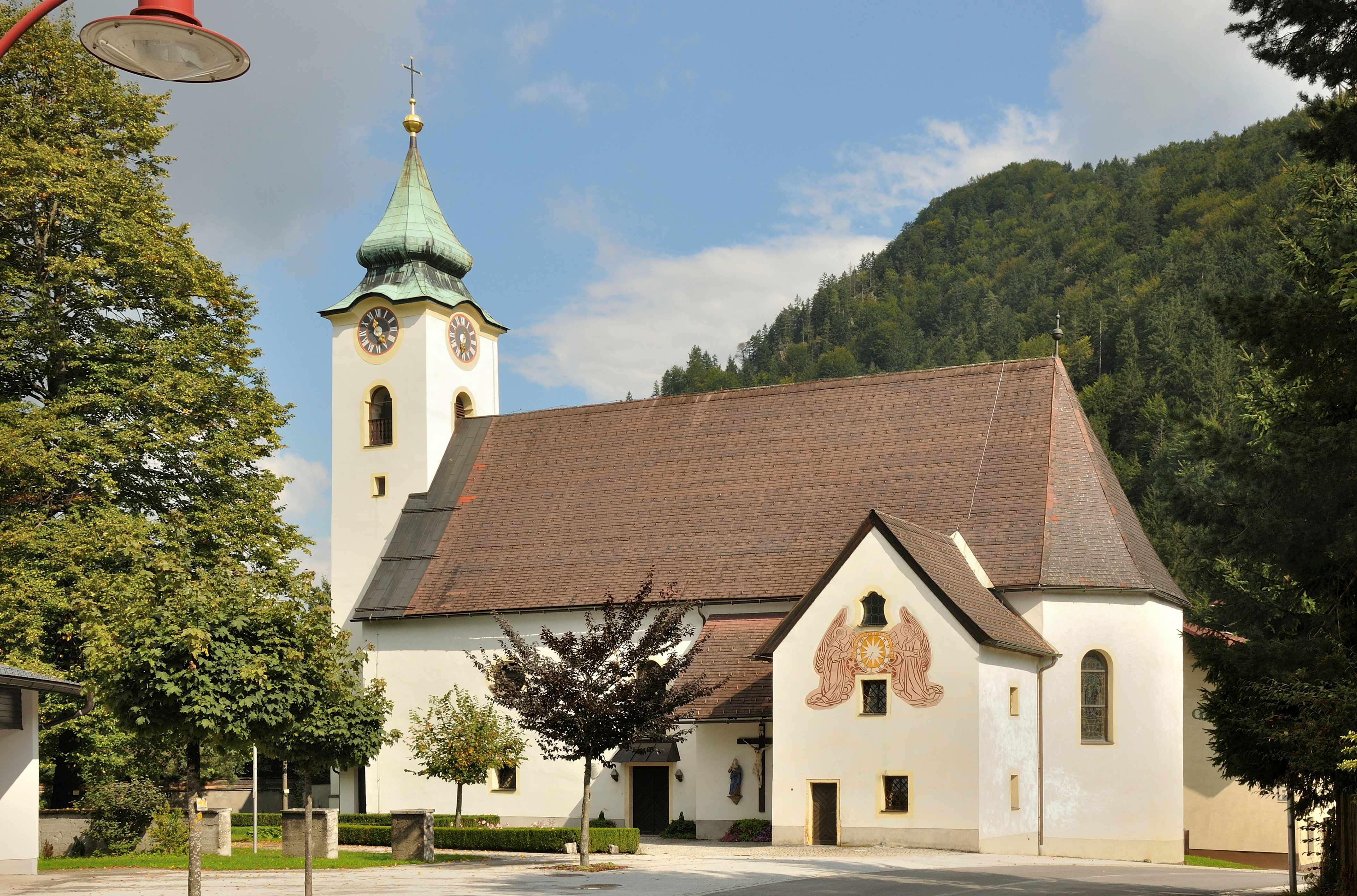
A Szt. Miklós-plébániatemplom

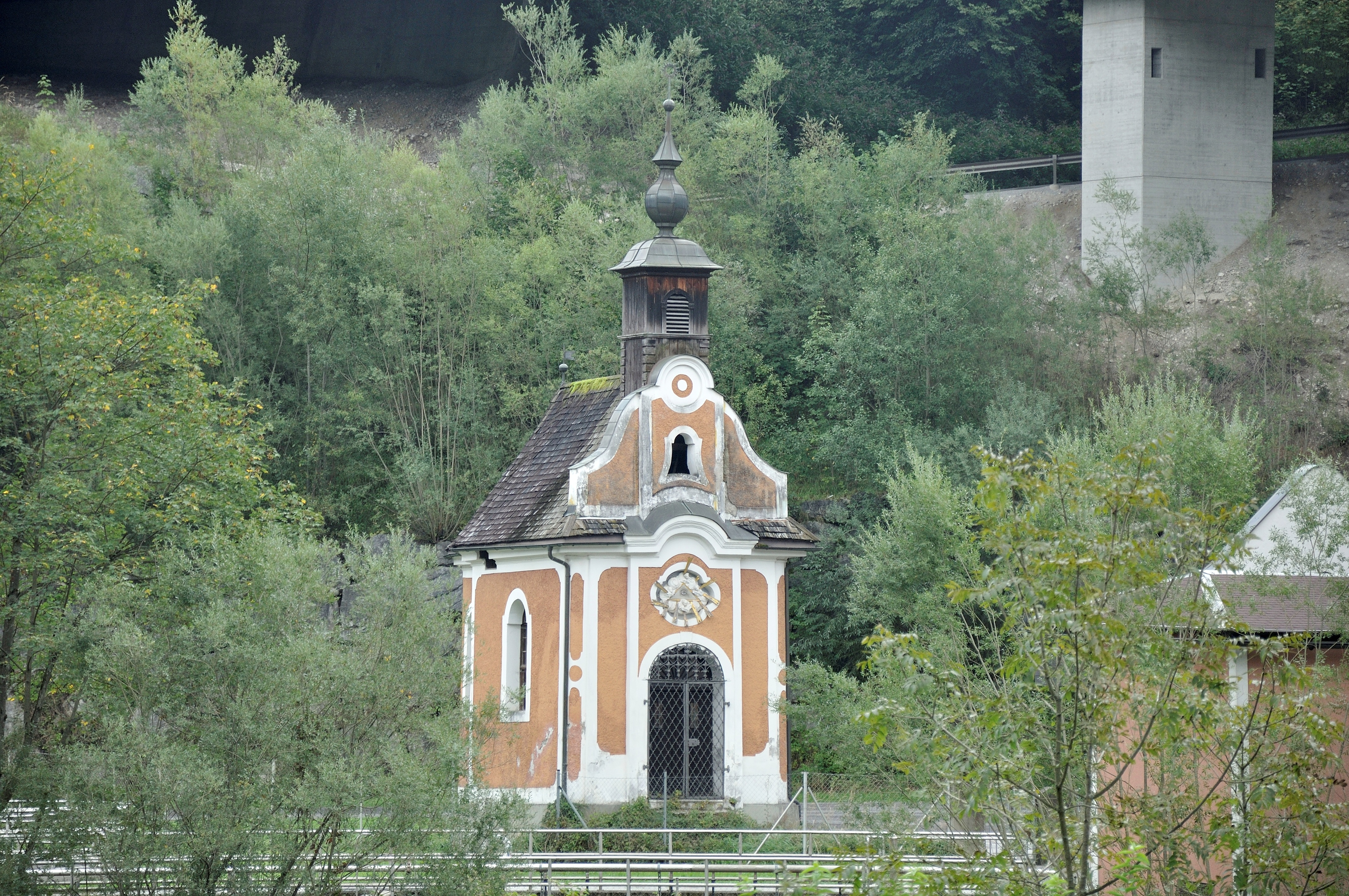
A Tutajoskápolna

Altenmarkt bei Sankt Gallen Stájerország, Felső-Ausztria és Alsó-Ausztria hármashatáránál fekszik, az Eisenwurzen tájegység délnyugati részén, az Enns mentén. Az önkormányzat 2 települést egyesít: Altenmarkt bei Sankt Gallen (772 lakos) és Eßling (56 lakos).
A környező önkormányzatok: délre Landl, délnyugatra Sankt Gallen, északra Weyer (Felső-Ausztria), északkeletre Hollenstein an der Ybbs (Alsó-Ausztria).

## Története
A mai településrészek első említései 1106-ból (Frenz) ls 1139-ből (Eßling) származnak. Maga Altenmark "Antiquum forum" néven először 1335-ben szerepel az oklevelekben. Az első templom a 12. század közepén épülhetett és ekkor még az 1152-ben felszentelt Skt. Gallen-i templom filiáléjaként működött.
A 16. századtól a vasércfeldolgozás vált a gazdaság elsődleges ágává. 1575-ben és 1793-ban tűzvész pusztította el a települést, 1800-1809 között pedig Napóleon hadseregei fosztották ki több alkalommal is. 1786-ban II. József egyházreformjának köszönhetően Altenmark önálló egyházközséggé lépett elő.
A második világháborút követő gazdasági fellendülés kedvezően hatott Altenmarktra, kiépült az infrastruktúrája, vízierőmű épült az Ennsen és számos üzem is települt a mezővárosba.  

## Lakosság
Az Altenmarkt bei Sankt Gallen-i önkormányzat területén 2017 januárjában 828 fő élt. A lakosságszám 1971-ben érte el csúcspontját 1008 fővel, azóta csökkenő tendenciát mutat. 2015-ben a helybeliek 93,7%-a volt osztrák állampolgár; a külföldiek közül 0,8% a régi (2004 előtti), 4,2% az új EU-tagállamokból, 1,3% Törökországból és a volt Jugoszláviából érkezett. 2001-ben a lakosok 94,3%-a római katolikusnak, 1,3% evangélikusnak, 1,6% mohamedánnak, 2% pedig felekezet nélkülinek vallotta magát.

## Látnivalók
- a Szt. Miklós-plébániatemplom
- az 1764-ben épült Tutajoskápolna

## Fordítás
- Ez a szócikk részben vagy egészben  az   Altenmarkt bei Sankt Gallen című német Wikipédia-szócikk ezen változatának fordításán alapul.  Az eredeti cikk szerkesztőit annak laptörténete sorolja fel. Ez a jelzés csupán a megfogalmazás eredetét és a szerzői jogokat jelzi, nem szolgál a cikkben szereplő információk forrásmegjelöléseként.